# Cornillon-en-Trièves
Cornillon-en-Trièves is een gemeente in het Franse departement Isère (regio Auvergne-Rhône-Alpes) en telt 137 inwoners (1999). De plaats maakt deel uit van het arrondissement Grenoble.

## Geografie
De oppervlakte van Cornillon-en-Trièves bedraagt 14,2 km², de bevolkingsdichtheid is 9,6 inwoners per km².
De onderstaande kaart toont de ligging van Cornillon-en-Trièves met de belangrijkste infrastructuur en aangrenzende gemeenten.

## Demografie
Onderstaande figuur toont het verloop van het inwonertal (bron: INSEE-tellingen).